# IV. Leó mingréliai fejedelem
IV. Leó (? – Konstantinápoly, 1694 (után)) vagy grúz átírás szerint IV. Levani, grúzul: სამეგრელოს (ოდიშის) მთავარი ლევან IV დადიანი, mingrélül: სამარგალოშ (ოდიშიშ) თარი ლევან IV დადიანი, törökül: Megrel Prensi IV. Levan Dadiani, oroszul: Леван IV Дадиани, владетельный князь Мегрелии, Mingrélia (Szamegrelo/Szamargalo/Odisi) fejedelme (uralkodó hercege). A Dadiani-házból származott. amelynek magyar ága, a Dadányi család IV. Leótól származott. V. Bagratnak, Imereti királyának a veje és (idősebb) Bagrationi Tinatini mingréliai fejedelemné mostohafia.

## Élete

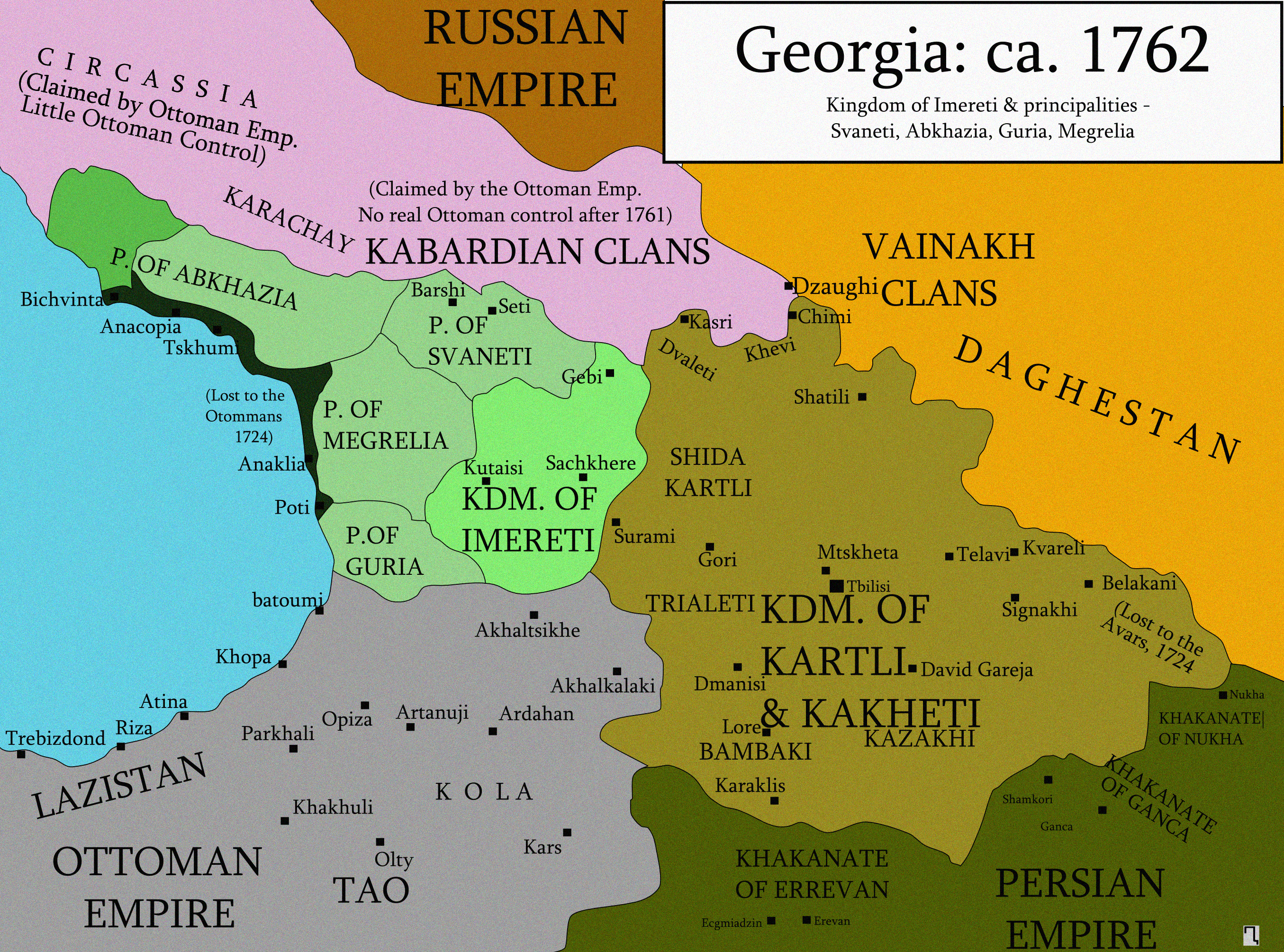
Mingrélia a XVIII. században.

A grúziai Mingrélia uralkodócsaládjának, a Dadiani-háznak a tagjaként III. Leó mingréliai fejedelemnek egy ismeretlen nevű és származású ágyasától született házasságon kívüli fia volt.
IV. Leót (Levani) 1691-ben trónfosztották, aki az Oszmán Birodalomba menekült, és Konstantinápolyban halt meg 1694-ben vagy utána. A  felesége a Bagrationi-házból származó (ifjabb) Tinatini (1678–1725) hercegné, V. Bagratnak, Imereti királyának a lánya és (idősebb) Bagrationi Tinatini mingréliai fejedelemnének, IX. Leó mostohaanyjának az unokahúga volt, aki Nino nővér néven ortodox apáca lett, és Oroszországba menekült, ahol VI. Vahtang grúz királyhoz, II. Tamar grúz királynő apjához csatlakozott a száműzetésben, és Moszkvában halt meg 1725. augusztus 21-én vagy akörül.

## Utódainak sorsa Magyarországon
IV. Leónak a gyermekei azonban egy kivétellel az ágyasaitól születtek, mint ahogy IV. Leó is házasságon kívül született gyermek volt. A nyolc fia közül heten különböző országokban, Oroszországban, Lengyelországban, Moldvában, illetve az Oszmán Birodalomban telepedtek le, míg Naum Giorgi Dadiani (1695–1758) nevű fia, aki már az apja halála után születhetett 1695-ben, Magyarországra került a bátyjával, Konstantini Dadiani herceggel együtt, és 1715. májusa előtt a Pozsony vármegyei Szentgyörgyön telepedett le, ahol Georgius Dadián néven vették jegyzékbe 1715 májusában és augusztusában. Magyarosított neve Dadányi Naum György lett. A felesége a szintén vele menekült Servasidze hercegnő volt, akitől három fia, György, Mihály és Miklós született, akik közül a két kisebb az apjuk halála (1758) után Lengyelországba ment, az idősebb György (1720–1774), aki 1720-ban jött a világra, viszont Magyarországon maradt, és Miskolcon halt meg 1774. július 24-én, a földi maradványait pedig a Mindszenti temetőben ortodox szertartással helyezték örök nyugalomra. Dadányi György fiai, Dadányi Naum Levan György (1756–1802) és idősebb Dadányi Konstantin (?–1785 körül) 1781/82-ben megvették a Temesvártól délnyugatra fekvő, akkor Torontál vármegyei Gyülvész települést, és ekkortól vették fel a nevükbe a gyülvészi jelzőt (gyülvészi Dadányi, Dadányi de Gyülvész). II. József 1784. január 30-án a Magyar Királyság nemeseinek a sorába emelte a gyülvészi Dadányi családot, és ezzel a grúz fejedelmi család magyar nemesi címet szerzett. Dadányi Naum Levan György másodszülött fia, ifjabb Dadányi Konstantin (1783–1854) magyar nemességét I. Ferenc magyar király 1800. június 28-án megerősítette.

## Gyermekei

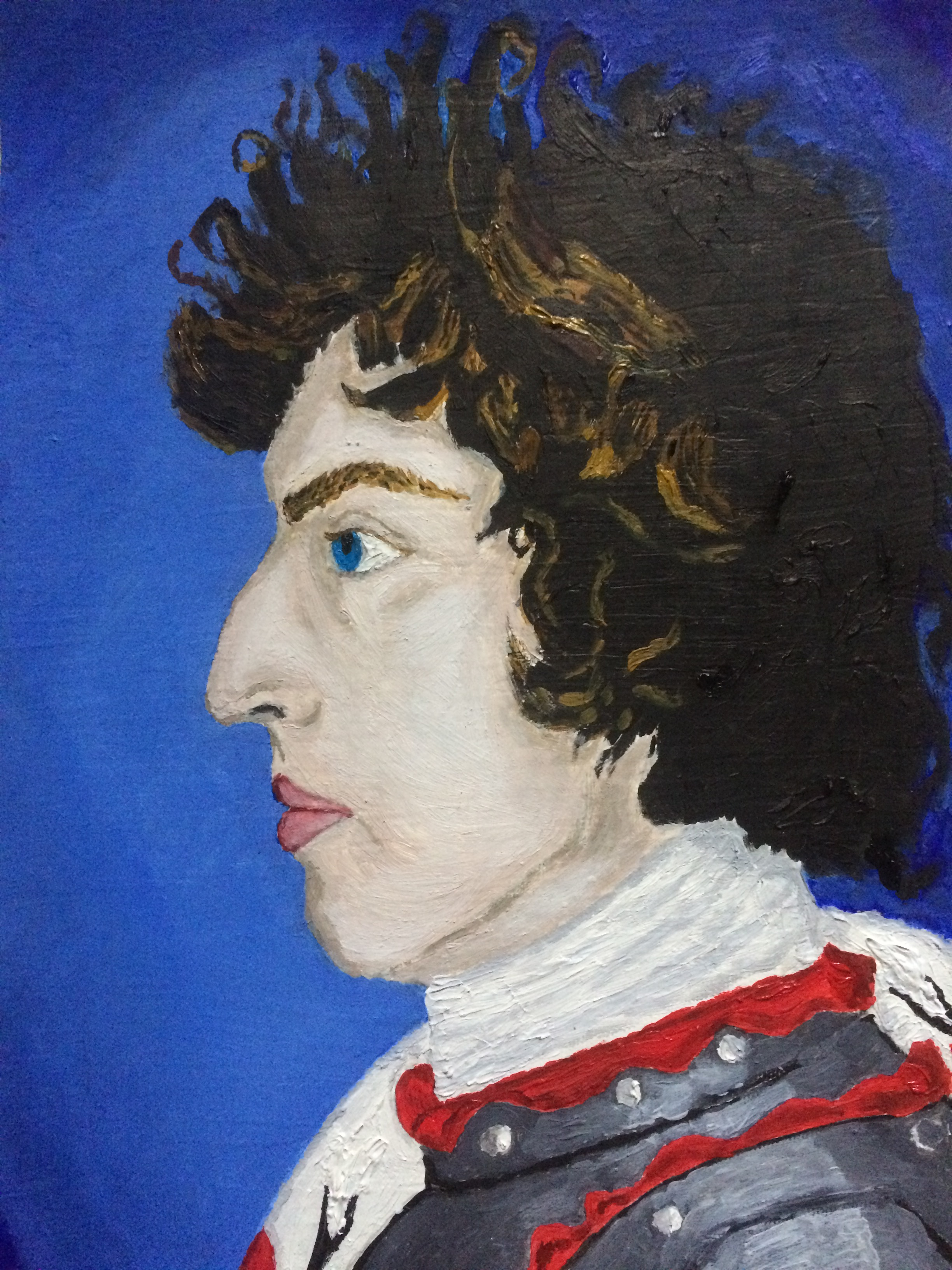
Giorgi Dadiani (Jegor Leontyevics Dagyianyi) (1683–1765) herceg, IV. Leó elsőszülött (természetes) fia, Sege Jagat (Szergej Igorevics Zsagat) (1991–) festménye (2017).

- Feleségétől, Bagrationi Tinatini (1678–1725) hercegnőtől, V. Bagrat imereti király természetes lányától, 1 fiú:
  - N. (fiú)
- Ágyasától/ágyasaitól, 7 fiú: 
  - György (Giorgi) (1683–1765), 1698-ban az Orosz Birodalomban telepedett le, a nevét oroszosította: knyaz Georgij Jurij Levabovics/Jegor Leontyevics Dagyianyi (Dagyianov), felesége Bagrationi Szopio (Szofja Alekszandrovna Imeretyinszkaja) (1691–1747), IV. (Bagrationi) Sándor imereti király lánya, 4 gyermek
  - N. (fiú), Lengyelországban telepedett le
  - N. (fiú), az Oszmán Birodalom görög területein telepedett le
  - N. (fiú), Moldvában telepedett le
  - N (fiú), diakónus 1722-ben
  - Konstantin, a Magyar Királyságban telepedett le az öccsével, és a családnevét Dadányi formára magyarosította, 1 fiú
  - Naum György (1695–1758), Magyarországra menekült a bátyjával, 1715-ben nevét Dadányi-ra magyarosította, felesége Sirvasidze N. hercegnő, 3 fiú:
    - Dadányi György (1720–1774), felesége N. N., 2 fiú:
      - Dadányi Naum Levan György (1756–1802), gyülvészi, 1784-ben magyar nemességet kapott, felesége a korfui eredetű Economo Mária (Μαρία Οικονόμου) (?–1796), 6 gyermek, többek között:
        - Dadányi Konstantin (1783–1854), ifjabb, felesége Damjanovics Erzsébet (1791–1850), 7 gyermek, többek között:
          - Dadányi Pál (1814–1882), 1. felesége Zákó Katalin, gyermekei nem születtek, 2. felesége Joanovits Fruzsina (Róza) (1824–1881), 4 gyermek, többek között:
            - (2. házasságból): Dadányi Jenő (1843–1912), felesége Damaszkin Margit (1853–1942), 6 gyermek, többek között:
              - Dadányi György (1893–1969) író, 1. felesége Kádár Erzsébet (1901–1946) író, 1 leány, 2. felesége Kéry Mária, gyermekük nem született, összesen 1 leány

      - Dadányi Konstantin (?–1785 körül), idősebb, gyülvészi, 1784-ben magyar nemességet kapott, 2 gyermek

    - Mihály, 1758 után Lengyelországban telepedett le, utódok
    - Miklós, 1758 után Lengyelországban telepedett le, de 1774-ben visszatért Magyarországra, 1784 körül megerősítik a lengyel nemességét